# Cláudio Ribeiro
Cláudio Ribeiro (Porto Alegre, 1958) é um maestro brasileiro.

## Biografia
Após completar os estudos no Brasil, aperfeiçoou-se na Europa em direção de orquestra, com  Gennadi Rozhdestvensky. Em ópera, recebeu diploma da Accademia di Osimo, Itália.  
No Brasil atuou como diretor artístico e maestro titular da Orquestra Sinfônica de Porto Alegre (OSPA), de 1995 a 1998. Durante este período, gravou dois CDs à frente da orquestra. De 1993 a 2000 foi maestro associado da Orquestra de Câmara de Blumenau, com a qual gravou seis discos.
Entre as diversas  orquestras que já dirigiu, encontram-se a Orquestra Metropolitana de Lisboa, Filarmônica de Denver, Orquestra Nacional de Guatemala, Filarmônica de Turim, Filarmonica Bulgara de Russe, orquestras sinfônicas do Paraná e de Minas Gerais, Orquestra Sinfonica del Estado de Mexico e Deutsche Kammerakademie (Düsseldorf), para citar algumas. Sob sua direção atuaram personalidades da cena mundial, como Misha Maisky (violoncelo), Hagai Shaham (violino), Ingrid Haebler (piano), Nelson Freire (piano), Katia Ricciarelli,  Montserrat Caballé, Kiri Te Kanawa   e outras celebridades. Nos Estados Unidos foi maestro Associado da Lamont Symphony Orchestra, maestro adjunto da Denver Young Artists Orchestra e professor de regência da Universidade de Denver. Foi também principal regente convidado da Filarmônica de Denver, na temporada 2006/07.
Cláudio Ribeiro é também compositor e conferencista. Suas obras estão disponíveis pela Editora Goldberg. Sua composição orquestral Typhon terá edição especial nos Estados Unidos. Gravou CDs e vários vídeos para instituições como RAI (Milão), Radio Bávara (Alemanha), Newman Center (EUA), rádios e tevês no Brasil e América do Sul. 
Cláudio Ribeiro é mestre em música pela Universidade de Denver (EUA). Seu projeto do Complexo Musical Internacional, aprovado pelo Ministério da Cultura do Brasil, está em fase de estudos para implantação. Cláudio Ribeiro é fundador e atual presidente do Instituto Música, uma ONG com finalidade de promover a cultura e o bem comum através da música. ,  , 

## Discografia
Cds
- Las quatro estaciones porteñas, Astor Piazzolla, Orquestra de Camara de Blumenau, Paulinas/COMEP 6594-3, S. Paulo, 1994  -
- Momentos, Orq. Cam. Blumenau,  RGE 342.6182, S.Paulo, 1993.
- Momentos de Paz, Or. Cam. Blumenau,  Paulinas/COMEP 6895, S. Paulo, 1996.
- Momentos II, Or. Cam. Blumenau, CD Acit 74033060, Caxias do Sul, RS, 1996
- Guest Conductor - Music of Bruno Kiefer (1986)
- Orquestra Sinfônica de Porto Alegre - Nova Música do Rio Grande do Sul (1998)
- Guest Artist – Bach 150 Years (1985)
- Guest Artist - Music from the 16th and 17th Centuries (1986)

## Prêmios
- Jovens Regentes, OSPA, P. Alegre, RS, 1983  -
- Medalha de Honra ao Mérito, coralista, P. Alegre, ufrgs, 1968  -
- Placa Comem. maestro convidado, Purdue Symph. Orc., Lafayette, Indiana, EUA